# Fribourgeoise

La couleur de la vache fribourgeoise coïncide avec celle des armoiries du canton de Fribourg, ce qui a contribué à l’identification symbolique de la race avec le canton.

La fribourgeoise est une ancienne race bovine suisse, tachetée noire et blanche, originaire du canton de Fribourg, en Suisse. Race aujourd’hui disparue, elle a été supplantée dans les années 1970 par la holstein, de même couleur.

## Disparition de la race

Cette photo de 1943 de Leo Wehrli près du Lac de Montsalvens, dans le canton de Fribourg, pourrait être celle d'une vache fribourgeoise.

Au milieu du XXe siècle, la race est affaiblie par le petit nombre et une tare génétique ; il est alors fait recours a des croisements avec d’autres races de robe similaire : d’abord les frisonnes allemande et française, avec un résultat mitigé, puis la holstein canadienne, avec un gros succès ainsi qu’une augmentation considérable de la production de lait. Cependant, la race fribourgeoise disparait rapidement, absorbée par la holstein. Le dernier taureau pur-sang est abattu en 1975.
Au début du XXIe siècle, des vaches noires et blanches avec ascendance fribourgeoise ont été repérées au Chili, dans la région de Punta Arenas. Mais elles ne se différencient pas suffisamment des autres races locales et des holstein pour être définies comme fribourgeoises.
Aujourd’hui, le grand public appelle improprement « vache fribourgeoise » les laitières holstein que l’on rencontre en Suisse.

### Sources et ressources
- Annick Monod, 
  - La «vache sacrée» de Fribourg, une saga, article du quotidien La Liberté, 5 février 2008
  - Comment la «pie noire» se fit Holstein, La Liberté, 7 février 2008
  - «Notre» vache revit en Patagonie, La Liberté, 9 février 2008
- Ph. Egger, La vache fribourgeoise, blog Famille EGGER, juin 2009
- Fédération suisse d'élevage Holstein, Historique